# Parcul Național Andringitra
Parcul Național Andringitra este un parc național din regiunea Haute Matsiatra din Madagascar, la 47 kilometri (29 mi) la sud de Ambalavao. Parcul a fost înființat în 1999 și este administrat de Asociația Parcurilor Naționale Din Madagascar. A fost înscris în Situl Patrimoniului Mondial în 2007 ca parte a Pădurilor tropicale ale Atsinananei.

## Istoric
Importanța zonei a fost remarcată de exploratori la începutul secolului 20, iar în 1927 partea centrală a lanțului muntos a fost declarată „Rezervație naturală strictă”. La începutul anilor 1990, Planul de acțiune pentru mediu malgaș a introdus ideea ca Madagascarul să preia agenda de mediu, mai degrabă decât donatorii, iar în 1999 zona a devenit parc național. În 2007, parcul a devenit parte a pădurilor tropicale ale Patrimoniului Mondial Atsinanana.

## Geografie
Rezervația cuprinde 31.160 de hectare (77.000 de acri) acoperind o mare parte din masivul de granit al munților Andringitra care se ridică deasupra câmpiilor. Altitudinea rezervației variază de la 700 metri (2.300 ft) la vârful celui de-al doilea cel mai înalt munte din țară, Imarivolanitra (fost Pic Boby) la 2.658 metri (8.720 ft). Precipitațiile medii anuale sunt între 1.500–2.500 millimetrui (59–98 in) și ninsorile apar în câțiva ani. Cea mai scăzută temperatură din Madagascar, −8 °C (18 °F) a fost înregistrată aici. Râurile Ampanasana, Iantara, Menarahaka și Zomandao trec prin rezervație.
Trei grupuri diferite de oameni locuiesc în parc. În sud și vest, poporul Bara pasc vite pe savană și în văi și pe creste, în timp ce în est Bara Haronga cultivă orez, iar poporul Betsileo au dezvoltat un sistem de irigare pe flancurile muntoase din nord pentru cultivarea orezului.

## Floră și faună
Parcul este unul dintre cele mai diverse locuri din punct de vedere biologic din Madagascar, cu multe specii endemice. Flancul estic al masivului este acoperit cu pădure umedă și pășuni umede și tufăriș în zonele mai înalte. Pe flancul vestic există o pădure relativ uscată. Există peste o mie de specii de plante, o sută de specii de păsări și cincizeci și cinci de specii de broaște sunt cunoscute viețuind în parc.
Există peste cincizeci de specii de mamifere, inclusiv treisprezece specii de lemur. Populația de lemur cu coadă inelată din Andringitra are o blană deosebit de deasă decât restul populației insulei. Aceasta este probabil o adaptare la climatul mai rece de la altitudini mari.
| Timp de vizionare | Specie |
| ----------------- | --- |
| În timpul zilei   | - Lemur cu coadă inelată (Lemur catta) - Lemur mic de bambus sudic (Hapalemur meridionalis) - Lemur auriu de bambus (Hapalemur aureus) - Lemur mare de bambus (Prolemur simus) - Lemur maro comun (Eulemur fulvus) - Lemur cu față roșie (Eulemur rufifrons) - Lemur cu burtă roșie (Eulemur rubriventer) - Sifaka lui Milne-Edwards (Propithecus edwardsi) |
| Noaptea           | - Lemur șoarece brun (Microcebus rufus) - Lemur pitic mare (Cheirogaleus major) - Lemur sportiv cu dinți mici (Lepilemur microdon) - Lemurul lânos al lui Peyrieras (Avahi peyrierasi) - Ai-ai (Daubentonia madagascariensis) |